# 自治共和国
自治共和国（じちきょうわこく）とは、独立国の中に設けられる地方自治政体のうち、通常の州・地区・県・市などに比して広汎・高度の自治権を付与される「国家内国家」の一形態の呼称である。一般に、日本語訳での慣例（日本国外務省、日本の大手地図会社などによる表記）では、自治区・自治州などよりもその自主性・権限は強いものとされる。

## ソビエト連邦
ソ連の場合、連邦政府と自治共和国の間（自治共和国の上部機構）にロシア・ソビエト連邦社会主義共和国をはじめとする「共和国」が存在し、自治共和国も版図（地図上の区分）としては形式上いずれかの「共和国」の傘下にあったが、別途連邦政府と連邦条約を調印しており、実際の統治機構としてはそれらの「共和国」ではなく連邦政府の直轄地とされていた。

## フランス
フランスは1958年からフランス共同体を作り、旧フランス領アフリカに自治共和国を設置していた。これらは当初自治共和国として独立させたが、1960年には全てが完全に独立した。

## スペイン
スペインの自治州も高度な自治を持つことから時に自治共和国に見られることがある。各々の自治州は州政府首相を政権の長とする自治州政府と立法機関である自治州議会を有する。首都マドリードもマドリード自治州に属している。対して中央政府は自治州の管理や軍事、外交などの機能を有する（小さな政府）。

## ギリシャ
ギリシャのアトス自治修道士共和国はギリシャから治外法権を得ており宗教国家的な自治共和国とされている。